# Eucalyptus fastigata
Espèce
Eucalyptus fastigata est une espèce de plantes à fleurs du genre Eucalyptus et de la famille des Myrtaceae. C'est un arbre trouvé dans les régions froides à fortes précipitations avec des sols fertiles de la côte est de la Nouvelle-Galles du Sud en Australie.

## Description
C'est un grand à très grand arbre, mesurant habituellement de 30 à 45 mètres de haut, atteignant parfois une hauteur de plus de 60 mètres. Il a une écorce rugueuse et foncée sur le tronc et les grosses branches, lisse et claire sur les petites branches. Les feuilles sont alternes, pétiolées, lancéolées, brillantes et font de 8 à 15 cm de long. Les fleurs sont blanches ou crème.

## Répartition
On le trouve dans le parc national des Blue Mountains.

## Utilisation
Son bois est apprécié pour la construction de bâtiments.

## Galerie

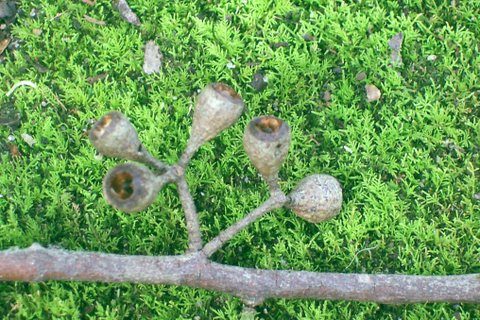
Fruits.

## Référence
- http://plantnet.rbgsyd.nsw.gov.au/cgi-bin/euctax.pl?/PlantNet/Euc=&name=Eucalyptus+fastigata